# 2012年彝良地震
2012年彝良地震是指2012年9月7日发生在中国云南省昭通市彝良县的强烈地震。该次地震震级为Ms 5.7、MW 5.5，震源深度约为10千米。该次地震至少造成81人死亡，821人受伤。除造成人员伤亡外，地震还造成直接经济损失35亿人民币，房屋倒塌6,650间，严重损坏12.2万间。

## 参数测定
据中国地震台网测定，该次地震震中位于中国云南省昭通市彝良县（北纬103.97度，东经27.51度），震级为Ms 5.7，震源深度约为14千米。美国地质调查局测定的震级数值上较低，为MW 5.5。同时，美国地质调查局还测定出该次地震的震中位于北纬27.575度，东经103.983度，震源深度约为10千米，最大烈度为6(VI)度。德国地球科学研究中心GEOFON台网测定的震级数值上也较低，为MW 5.6。

## 余震活动
在主震发生后24小时内，当地共发生3次震级大于4级的地震。其中，震级超过5级的地震共有2次。下方表格的震源参数均来源于美国地质调查局。
| 日期         | 时间     | 震级   | 经纬度                                      | 震源深度 | 来源   |
| ------------ | -------- | ------ | ------------------------------------------- | -------- | ------ |
| 2012年9月7日 | 11时19分 | MW 5.6 | 27°34′30″N 103°58′59″E / 27.575°N 103.983°E | 10.0 km  | [ 2 ]  |
| 2012年9月7日 | 11时58分 | MW 4.8 | 27°34′34″N 104°03′04″E / 27.576°N 104.051°E | 10.0 km  | [ 9 ]  |
| 2012年9月7日 | 12时16分 | MW 5.3 | 27°34′19″N 104°00′25″E / 27.572°N 104.007°E | 10.0 km  | [ 10 ] |
| 2012年9月7日 | 13时12分 | MW 4.7 | 27°40′59″N 104°08′42″E / 27.683°N 104.145°E | 10.0 km  | [ 11 ] |

## 震害情况
据云南省减灾委办公室称，该次地震共造成81人遇难和821人受伤，另有约20.1万人被紧急转移安置。
受地震影响，震中附近地区发生了山体滑坡。山体滑坡堵塞了外界通往重灾区洛泽河镇的道路，通讯设施亦遭到了损坏。

## 灾后救援
中共中央政治局常委、国务院总理温家宝飞抵彝良县向地震受害者讲话。他还参观了医院和为灾民设立的帐篷。
中国红十字会已向受影响的地区调拨衣物，棉被，帐篷，大米，食用油。四川省派出医疗人员和救护车支援。9月8日，中国中央政府拨付10.5亿元人民币，用于救灾和灾后重建。